# Gigaminx
Il Gigaminx è un twisty puzzle dodecaedrico derivato dal Megaminx.

## Storia
Il primo a realizzare questo puzzle fu Tyler Fox. Nel 2009 è stato prodotto in massa dal negozio online Cube4You.

## Descrizione
Il puzzle è composto da 1 pentagono centrale, una corona pentagonale interna di 10 pezzi e una corona esterna di 20 pezzi (vertici, spigoli interni e spigoli esterni) su ogni faccia del puzzle. Può essere considerato un 5×5×5 dodecadrico. La risoluzione di questo puzzle, stando al regolamento 2009 non è riconosciuta come gara ufficiale dalla World Cube Association.

## Permutazioni
Il Gigaminx può assumere circa {\displaystyle 3,65\cdot 10^{263}} diverse posizioni.

## Varianti
Esistono puzzle dodecaedrici simili al Gigaminx, caratterizzati dal numero maggiore o minore di pezzi presenti su ogni faccia. Sono il Kilominx, il Megaminx, il Teraminx e il Petaminx.